# Axevalla hed
Axevalla hed är ett öppet hedlandskap mellan Husgärdessjön och samhället Axvall i Skärvs socken i Skara kommun, Västergötland. Ett stort antal gånggrifter från stenåldern fanns tidigare på heden men de flesta röjdes bort i början av 1800-talet.

## Historia
Heden användes som tillfällig övningsplats för Skaraborgs regemente första gången 1696 och från 1725 var den regementets permanenta övningsplats. År 1745 tillkom Västgöta kavalleriregemente, som 1811 blev Västgöta regemente.
År 1802 inköptes kronohemmanet Vallen med det därpå belägna 1797 uppförda "Kungshuset". Åren 1803–1806 röjdes och planerades övningsfältet huvudsakligen genom arbetskommenderingar från Skaraborgs regemente och en del byggnader uppfördes, däribland "kavaljersflygeln". Västgöta regemente hade sitt läger på hedens västra del och Skaraborgs regemente på den östra, mellan dessa ligger en sänka, kallad "Drågen".
Åren 1848, 1858 och 1865 hölls där storläger, i vilka även norska trupper deltog. År 1913 flyttade Skaraborgs regemente till Skövde och 1916 flyttade Västgöta regemente till Vänersborg.
I juni 1912 organiserade Fälttelegrafkåren en försöksflygavdelning och som arméns första flygförband sattes denna upp på heden. Hit levererades och monterades de från Frankrike beställda Nieuport IV G (monoplanet M 1) och Breguet C.U-1 (biplanet B 1) och därefter utfördes en del flygprov. Båda flygplanen finns att beskåda på Flygvapenmuseum i Malmslätt, Linköping, Nieuport i original och Bréguet som ett replikabygge innehållande många originaldetaljer
Skaraborgs regementes läger är i stort bevarat och i delar av det huserade tidigare Pansarmuseet i Axvall. Västgöta regementes läger rymmer nu Axevalla folkhögskola. I lägerhyddorna från 1903 finns i dag Garnisonsmuseet Skaraborg, ett av Statens Försvarshistoriska museers museum.

## Militär användning
- Skaraborgs regemente 1696–1913
- Västgöta kavalleriregemente 1701–1792
- Västgöta dragonregemente 1792–1802
- Västgöta linjedragonregemente 1802–1806
- Västgöta dragonregemente 1806–1811
- Västgöta regemente 1811–1916
- Livregementets husarer 1830–1886
- Arméns flygskola 1912–1926
- Ing 3 flygavdelning 1912–1916
- Ing 3 flygkompani 1916–1926
- Pansarmuseet i Axvall 1969–2007

## Galleri

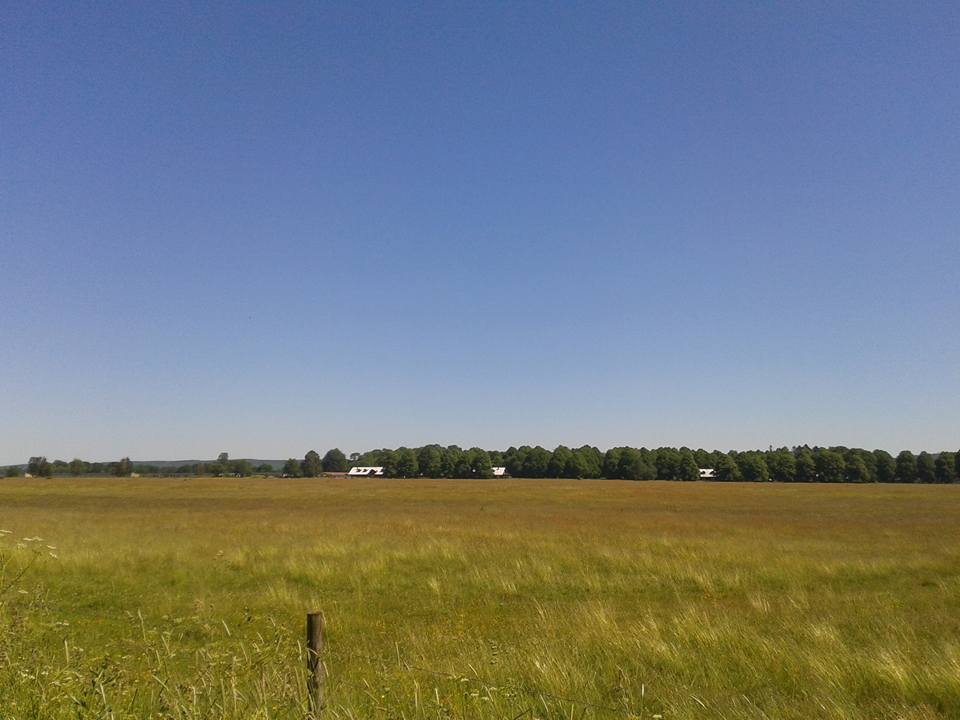
Axevalla hed.
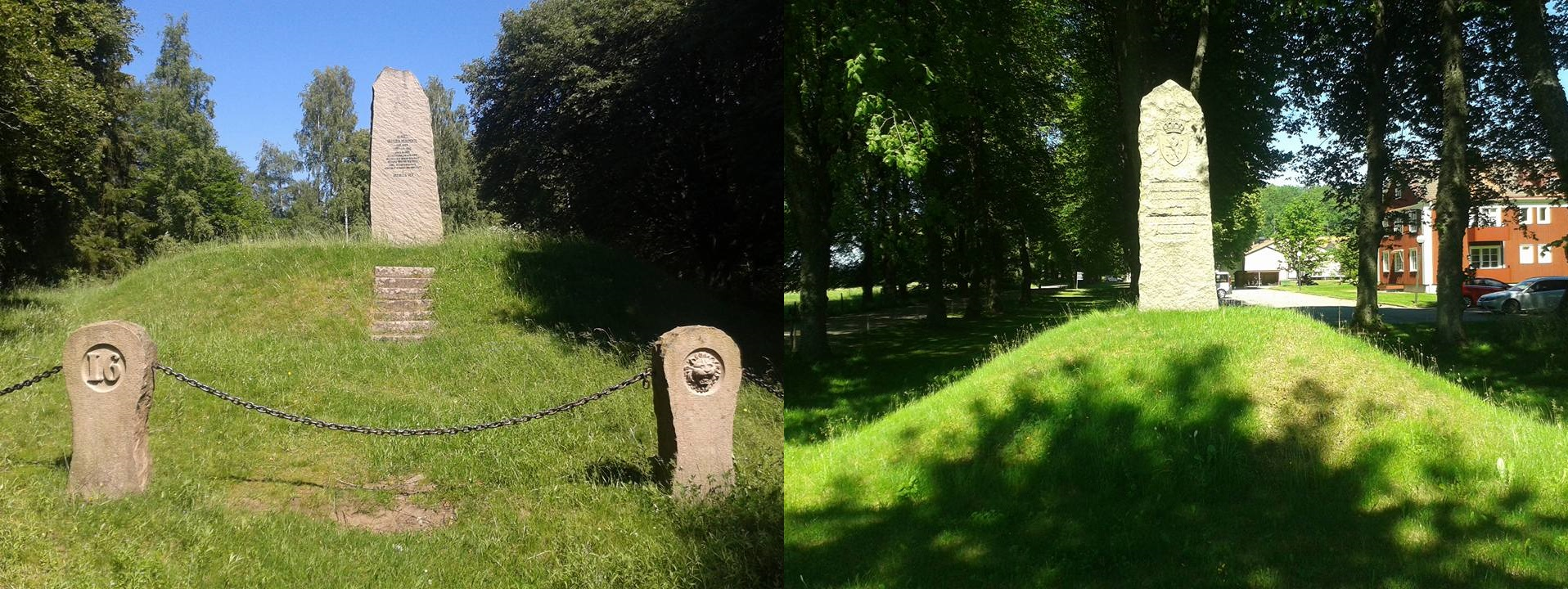
Minnesstenar från den tid Axevalla hed var mönstrings- och mötesplats för två västgötska regementen.
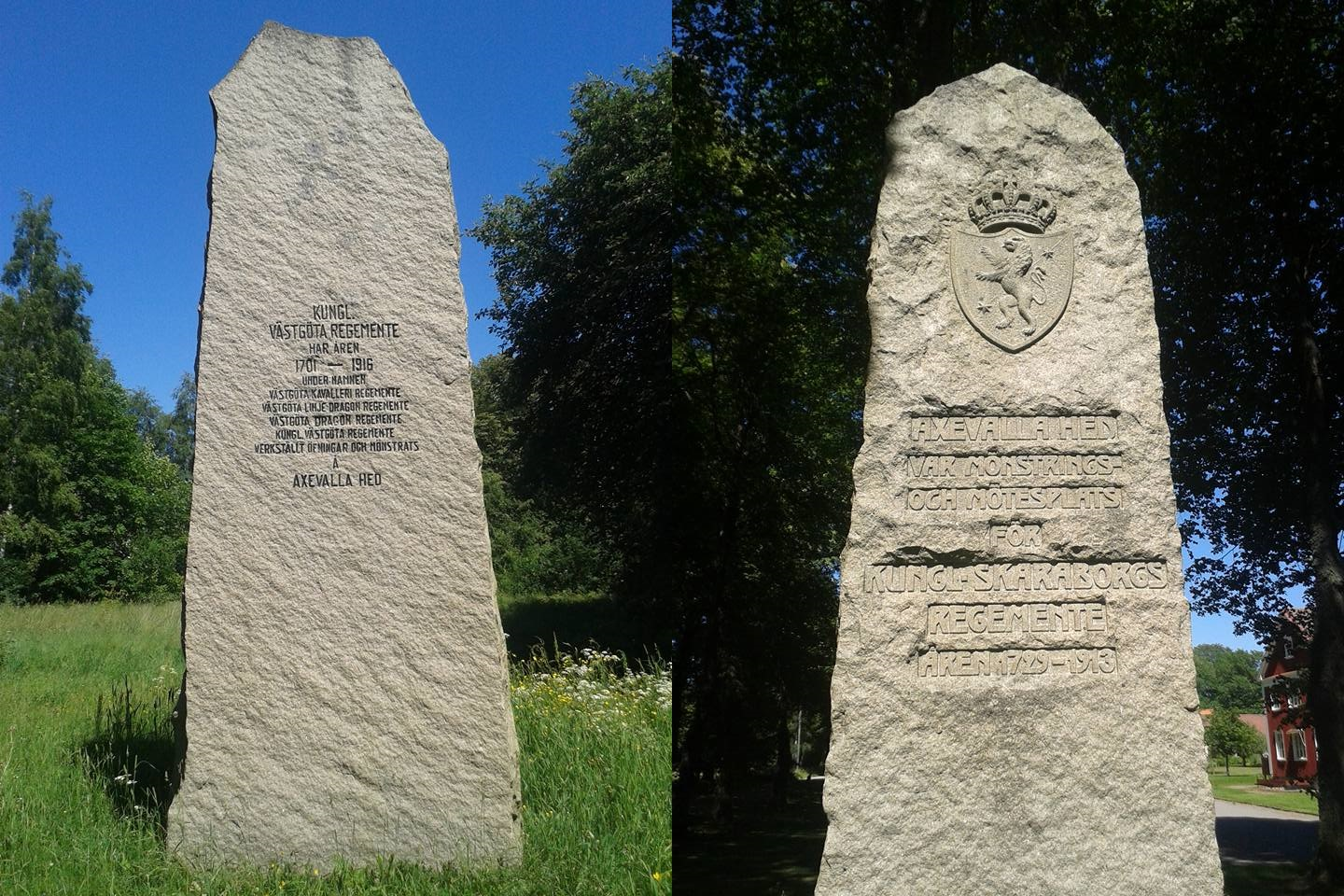
Minnesstenar från den tid Axevalla hed var mönstrings- och mötesplats för två västgötska regementen.